# Villa fissa
Villa fissa är en tvåvingeart som först beskrevs av Jacques-Marie-Frangile Bigot 1892.  Villa fissa ingår i släktet Villa och familjen svävflugor. Inga underarter finns listade i Catalogue of Life.